# Wienerwald (Gemeinde)
Die Gemeinde Wienerwald liegt im nördlichen Teil des gleichnamigen Alpenausläufers (Wienerwald) im Bezirk Mödling. Die Gemeinde mit 2930 Einwohnern (Stand 1. Jänner 2025) entstand erst 1972 im Zuge der Gemeindereform durch die Zusammenlegung der vier Gemeinden (Dornbach, Grub, Sittendorf und Sulz im Wienerwald) und ist die flächenmäßig größte im Bezirk Mödling.

## Gemeindegliederung
Gemäß dem Österreichischen Amtskalender gehören zur Ortsgemeinde Wienerwald die Katastralgemeinden
- Dornbach
- Grub
- Sittendorf
- Stangau
- Sulz im Wienerwald

Als Ortschaften (jeweils Dorf) sind darin befindlich (in Klammern Einwohnerzahl Stand 1. Jänner 2025):
- Dornbach (226)
  - Buchelbach
  - Festleiten
  - Lindenhof
- Grub (615)
  - Ameisbühel
  - Buchelbach
- Gruberau (136)
  - Buchelbach
- Rohrberg
- Sittendorf (682)
- Stangau (215)
- Sulz im Wienerwald (908)
  - Rohrberg
  - Vogelgraben
- Wöglerin  (148)

| Gliederung \| Katastralgemeinden \| Ortschaften in der Gemeinde \| \| --------------------------------------------------------------------------------------------- \| ------------------------------------------------------------------------------------------------------------------------------------------------------------------------------------------------------------------------------------------- \| \| Dornbach (5,42 km²) Grub (1,50 km²) Sittendorf (6,29 km²) Stangau (18,62 km²) Sulz (2,84 km²) \| Dornbach (D) Buchelbach (R) Festleiten (R) Lindenhof (R) Grub (D) Ameisbühel (R) Buchelbach (R) Gföhler (R) Gruberau Buchelbach (R) Sittendorf (D) Stangau (D) Buchelbach Sulz im Wienerwald (D) Rohrberg (R) Vogelgraben (R) Wöglerin (ZH) \| \| Legende \| \| | |
| Katastralgemeinden | Ortschaften in der Gemeinde |
| Dornbach (5,42 km²) Grub (1,50 km²) Sittendorf (6,29 km²) Stangau (18,62 km²) Sulz (2,84 km²) | Dornbach (D) Buchelbach (R) Festleiten (R) Lindenhof (R) Grub (D) Ameisbühel (R) Buchelbach (R) Gföhler (R) Gruberau Buchelbach (R) Sittendorf (D) Stangau (D) Buchelbach Sulz im Wienerwald (D) Rohrberg (R) Vogelgraben (R) Wöglerin (ZH) |
| Legende | |

Die Entwicklung der ehemaligen Gemeinden:
- Dornbach

(ident mit der Katastralgemeinde Dornbach) besteht aus dem Ort Dornbach, der Rotte Lindenhof, einem kleinen Teil von Buchelbach sowie der Rotte Festleiten, die an der Hauptstraße in Sulz liegt. Der Dornbach wird 1136 im Stiftungsbuch des Stiftes Heiligenkreuz erwähnt, der Ort selbst erstmals 1236.
- Sittendorf

(ident mit der KG Sittendorf) besteht aus dem Ort Sittendorf und der Rotte Wildegg (mit dem gleichnamigen Schloss) und einem Teil von Neuweg. 1114 erstmals in einem Klosterneuburger Codex erwähnt. Von 1849 bis 1920 sind Dornbach und Sittendorf in einer Gemeinde vereinigt, danach von 1920 bis 1938 und wieder ab 1954 sind sie eigenständige Gemeinden.
- Grub (im Wienerwald)[Anm. 1]

(ident mit der KG Grub) besteht aus dem Ort Grub, den Rotten Ameisbühel (mit Grub zusammengewachsen), der Rotte Gföhler und einem Teil von Buchelbach. Erstmals wird der Ort 1254 in einer Urkunde des Stiftes Heiligenkreuz erwähnt. In den Jahren 1849 bis 1938 und wieder ab 1954 bis 1971 war Grub eine eigenständige Gemeinde, die 1955 ihr 700-jähriges Bestehen feierte.
In dieser Katastralgemeinde befindet sich auch der zweithöchste Berg der Gemeinde Wienerwald, der Rossgipfel. Der Rossgipfel ist auch einer von wenigen Bergen im gesamten Wienerwald, der ein Gipfelkreuz und ein Gipfelbuch hat, jedoch ist er nur über unmarkierte Wege zu erreichen.
- Sulz im Wienerwald – Stangau

Seit der Gründung von Gemeinden im Jahre 1849 bis 1933 waren die Katastralgemeinden Sulz und Stangau gemeinsam als Gemeinde Sulz-Stangau eigenständig. Am 16. Juni 1933 trennte sich die Katastralgemeinde Stangau von Sulz. Eine Umbenennung der Gemeinde Stangau in Wöglerin wurde wegen zu hoher Kosten wieder fallen gelassen. Sulz wurde am 15. März 1935 in Sulz im Wienerwald umbenannt. 1954 wieder vereinigt mit Stangau als Gemeinde Sulz im Wienerwald eigenständig. Die damals mit Abstand flächen- und einwohnergrößte Gemeinde (in der heutigen Gemeinde).
Das Dorf Stangau besteht aus dem mit Sulz zusammengewachsenen Ortsteil Stangau sowie den Ortsteilen Wöglerin, Gruberau und Buchelbach. Im äußersten Nordwesten liegt der höchste Berg der Gemeinde (Steinplattl, 649 m).
Zum Dorf Sulz im Wienerwald gehören die Dörfer Rohrberg sowie Vogelgraben. Erste Siedlungsfunde aus dem 4. Jahrhundert v. Chr., erstmals erwähnt 1135 im Stiftungsbuch des Stiftes Heiligenkreuz. Im Jahr 1477 bei der Besetzung Niederösterreichs durch Matthias Corvinus vollständig zerstört. Erst 1590 wieder besiedelt, bei der Zweiten Türkenbelagerung 1683 aber neuerlich zerstört.
- Allgemeines

Vom 15. Oktober 1938 bis zum 31. August 1954 waren alle Katastralgemeinden Teil des 24. Bezirkes von Groß-Wien. Am 1. Jänner 1972 wurden alle ehemaligen Gemeinden bzw. heutige Katastralgemeinden zur Gemeinde Wienerwald vereinigt.

## Nachbargemeinden

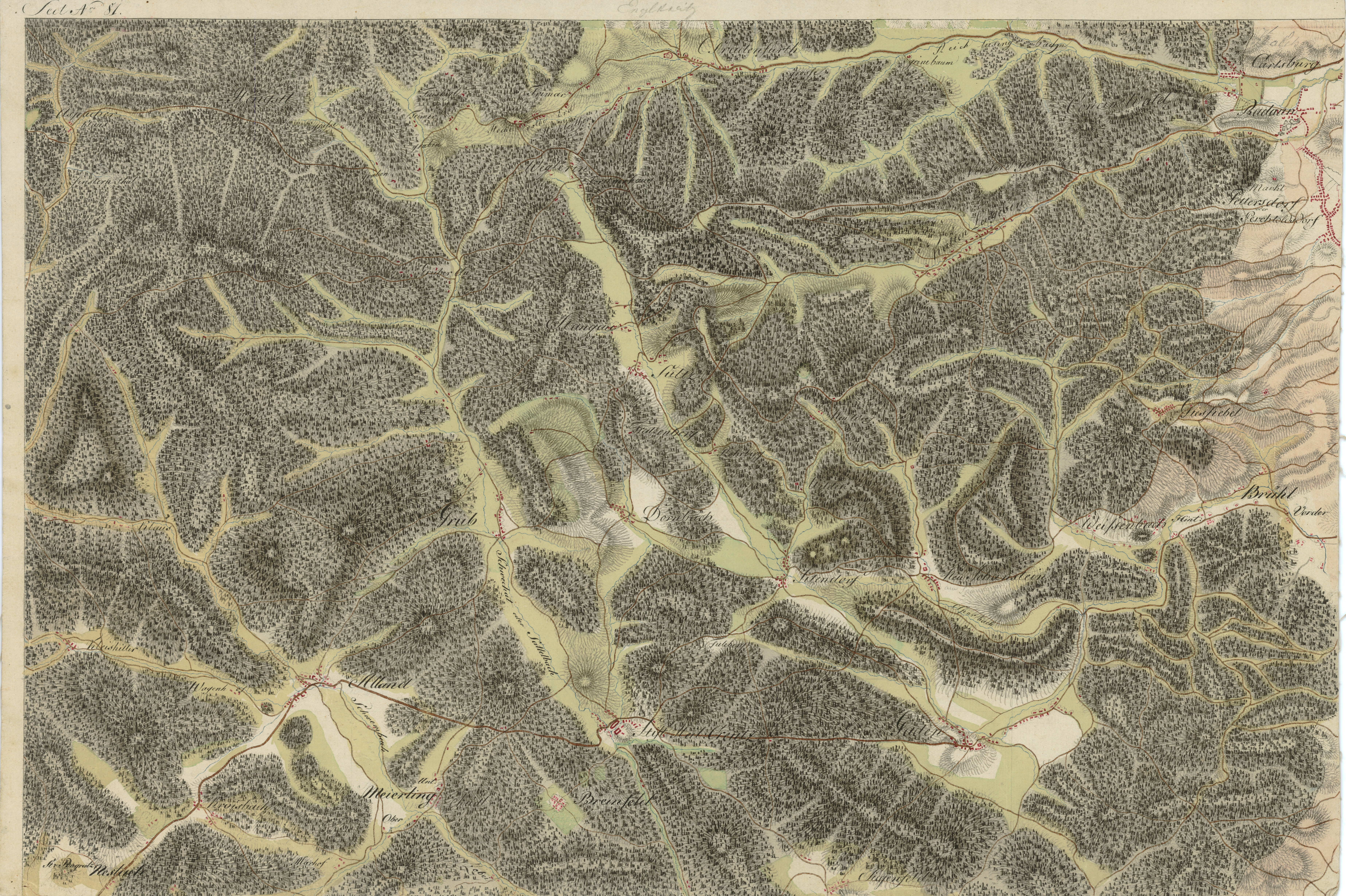
Gemeinde Wienerwald (Mitte) um das Jahr 1780 (Josephinische Landesaufnahme)

Das Gemeindegebiet um das Jahr 1872 (Aufnahmeblatt der Landesaufnahme)

|                      | Wolfsgraben                                 | Breitenfurt bei Wien         |
| Klausen-Leopoldsdorf | Kompassrose, die auf Nachbargemeinden zeigt | Kaltenleutgeben, Hinterbrühl |
| Alland               | Heiligenkreuz                               | Gaaden                       |

## Geschichte
Am 6. August 1981 stürzte ein Düsenflugzeug des Bundesheeres vom Typ Saab 105Ö (Lfz GI-19 S.Nr.: 105419) in Grub ab. Der Jet stürzte auf das Wohnhaus von Karl Musil, Solotänzer an der Wiener Staatsoper. Der Künstler, seine Frau und seine zwei Kinder erlitten schwere Verbrennungen. Die beiden Piloten Major Alois Strahner und Leutnant Gerhard Wiesinger kamen ums Leben.

## Bevölkerungsentwicklung
| Wienerwald: Einwohnerzahlen von 1869 bis 2025       | Wienerwald: Einwohnerzahlen von 1869 bis 2025 | Wienerwald: Einwohnerzahlen von 1869 bis 2025 | Wienerwald: Einwohnerzahlen von 1869 bis 2025 | Wienerwald: Einwohnerzahlen von 1869 bis 2025 |
| --------------------------------------------------- | --------------------------------------------- | --------------------------------------------- | --------------------------------------------- | --------------------------------------------- |
| Jahr                                                |                                               |                                               |                                               | Einwohner                                     |
| 1869                                                | 1869                                          |                                               | 1.315                                         | 1.315                                         |
| 1880                                                | 1880                                          |                                               | 1.393                                         | 1.393                                         |
| 1890                                                | 1890                                          |                                               | 1.384                                         | 1.384                                         |
| 1900                                                | 1900                                          |                                               | 1.554                                         | 1.554                                         |
| 1910                                                | 1910                                          |                                               | 1.787                                         | 1.787                                         |
| 1923                                                | 1923                                          |                                               | 1.578                                         | 1.578                                         |
| 1934                                                | 1934                                          |                                               | 1.493                                         | 1.493                                         |
| 1939                                                | 1939                                          |                                               | 1.737                                         | 1.737                                         |
| 1951                                                | 1951                                          |                                               | 1.333                                         | 1.333                                         |
| 1961                                                | 1961                                          |                                               | 1.218                                         | 1.218                                         |
| 1971                                                | 1971                                          |                                               | 1.381                                         | 1.381                                         |
| 1981                                                | 1981                                          |                                               | 1.553                                         | 1.553                                         |
| 1991                                                | 1991                                          |                                               | 1.996                                         | 1.996                                         |
| 2001                                                | 2001                                          |                                               | 2.409                                         | 2.409                                         |
| 2011                                                | 2011                                          |                                               | 2.491                                         | 2.491                                         |
| 2021                                                | 2021                                          |                                               | 2.905                                         | 2.905                                         |
| 2025                                                | 2025                                          |                                               | 2.930                                         | 2.930                                         |
| Quelle(n): Statistik Austria, Gebietsstand 1.1.2021 |                                               |                                               |                                               |                                               |

## Wirtschaft
Mehr als 3/4 der Erwerbstätigen pendelt zum Arbeitsplatz aus. Der von der Landwirtschaft lebende Teil der Bevölkerung hat vielfach auf Pferdezucht und -haltung umgestellt. Dadurch ist auch ein Fremdenverkehr entstanden. Sehr viele Zweitwohnbesitzer aus Wien haben sich hier angesiedelt.

## Verkehr
Verkehrsmäßig ist es nur auf der Straße mit dem öffentlichen Autobus von Mödling und von Wien-Liesing erreichbar, wobei jedoch ab dem frühen Abend nur noch eingeschränkte Verbindungen bestehen. Die Linien sind Bestandteil im Verkehrsverbund Ost-Region. Die Wiener Außenringautobahn A 21 ist sehr nahe bei Grub und Sittendorf und hat eine Anschlussstelle gemeinsam mit Heiligenkreuz.

## Tourismus
- Jedes Jahr finden in Sittendorf nationale Läufe von Moto Cross statt. Früher wurden Weltmeisterschaftsläufe durchgeführt.
- Zum Wandern bietet die kleine Gemeinde eine Vielzahl an Wegen an und in jedem Dorf finden sich mehrere Gastronomiebetriebe.
- Als Sehenswürdigkeit ist die Burg Wildegg zu erwähnen.
- In Sulz im Wienerwald befindet sich auch das Motorradmuseum Sammlung Waldmann. Gezeigt werden 2000 Exponate, davon 100 Motorräder verschiedenster Marken und Gattungen aus den Jahren 1904 bis 1978; Motoren und Zubehör; Literatur und Plakate.[6]
- Im Wienerwald gibt es nur wenige Berge mit Gipfelkreuz und Gipfelbuch, zwei befinden sich in der Gemeinde Wienerwald. Es sind dies das Steinplattl (649 m, höchste Erhebung der Gemeinde im äußersten Nordwesten (KG Stangau)) sowie der Rossgipfel (633 m, KG Grub). Beide Berge sind nicht über markierte Wege zu erreichen und bieten keine Aussicht, da sie bewaldet sind.

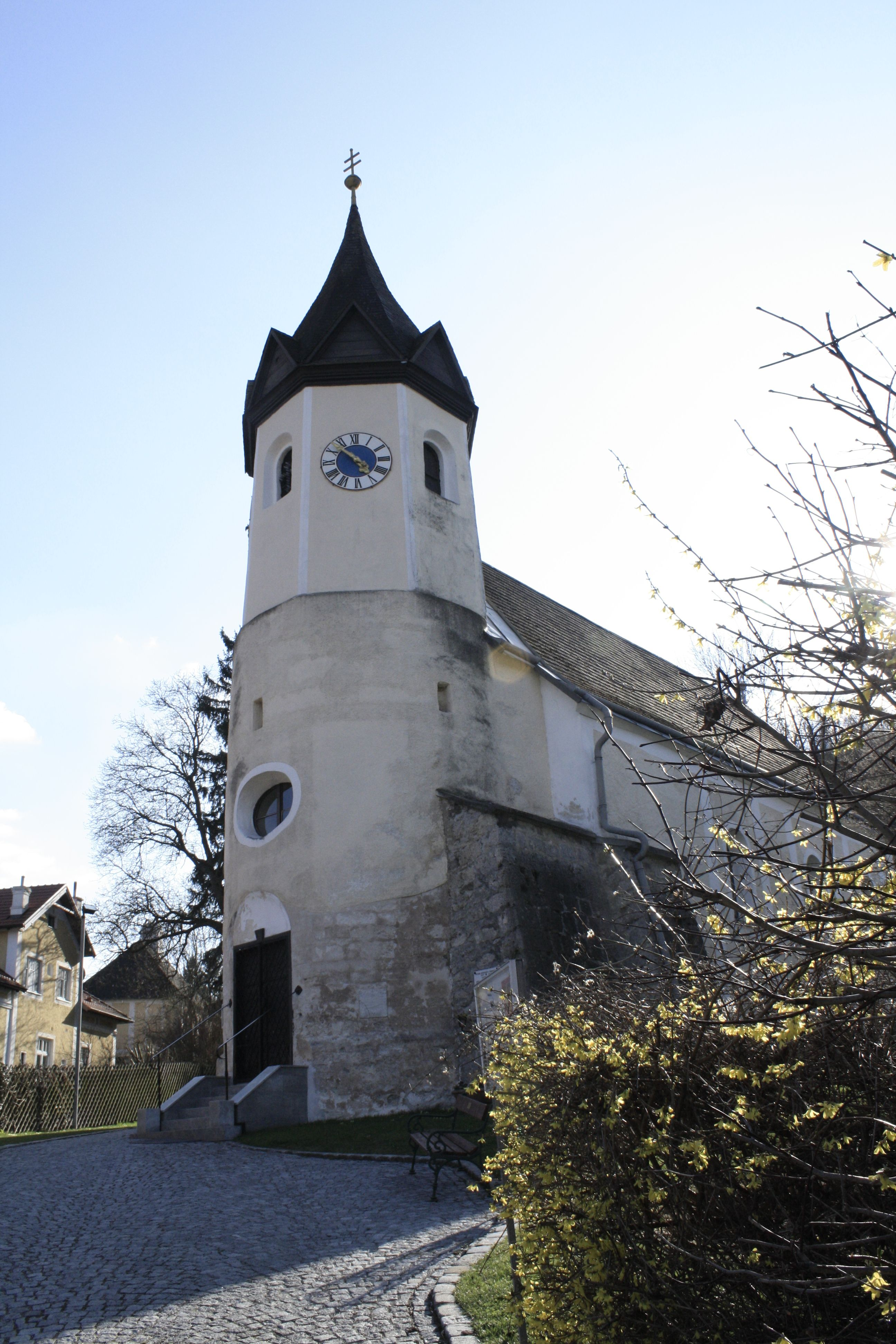
Kirche von Sittendorf; bemerkenswert der siebeneckige Turm
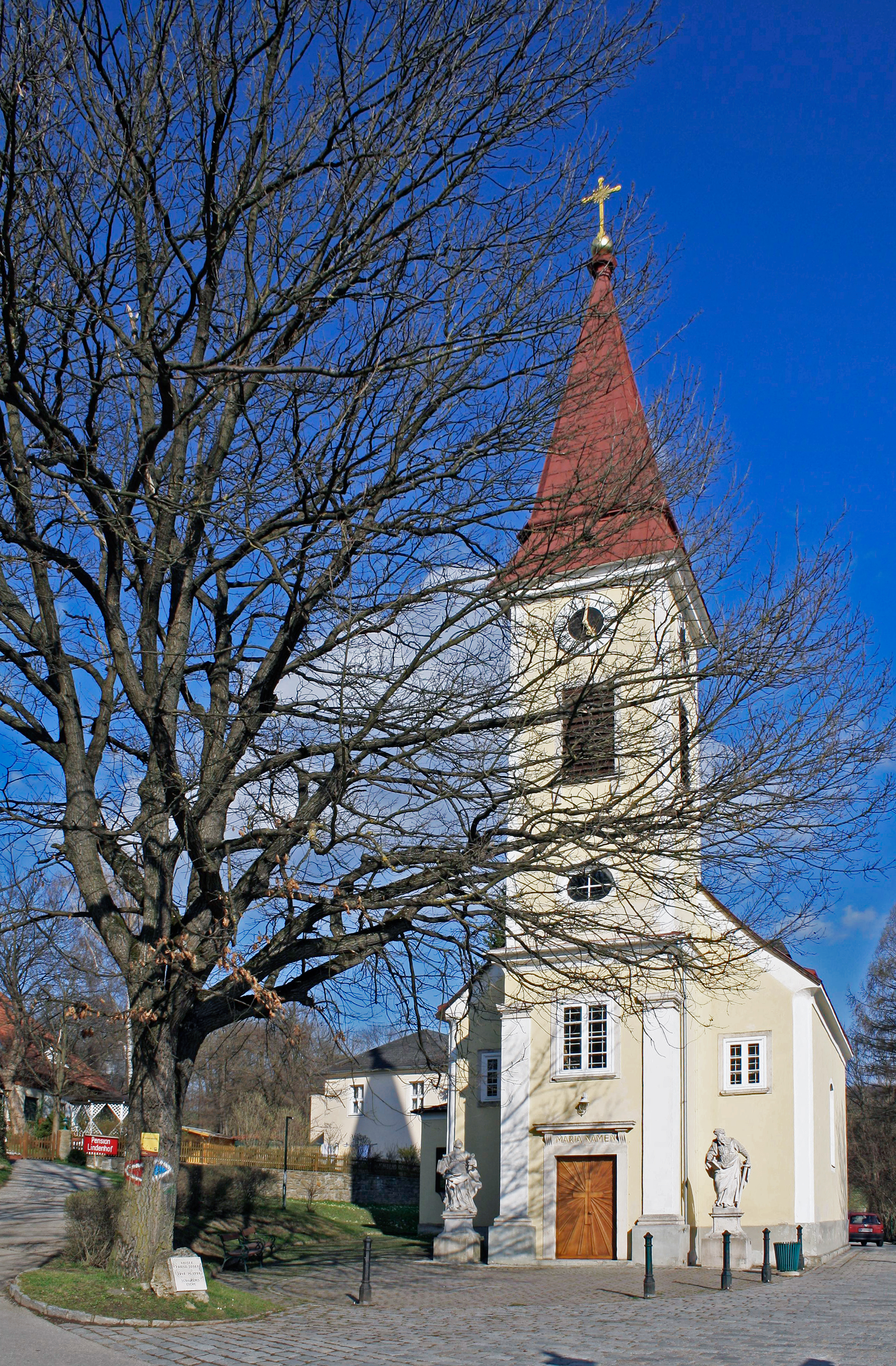
Kirche in Sulz mit Franz-Josephs-Erinnerungseiche
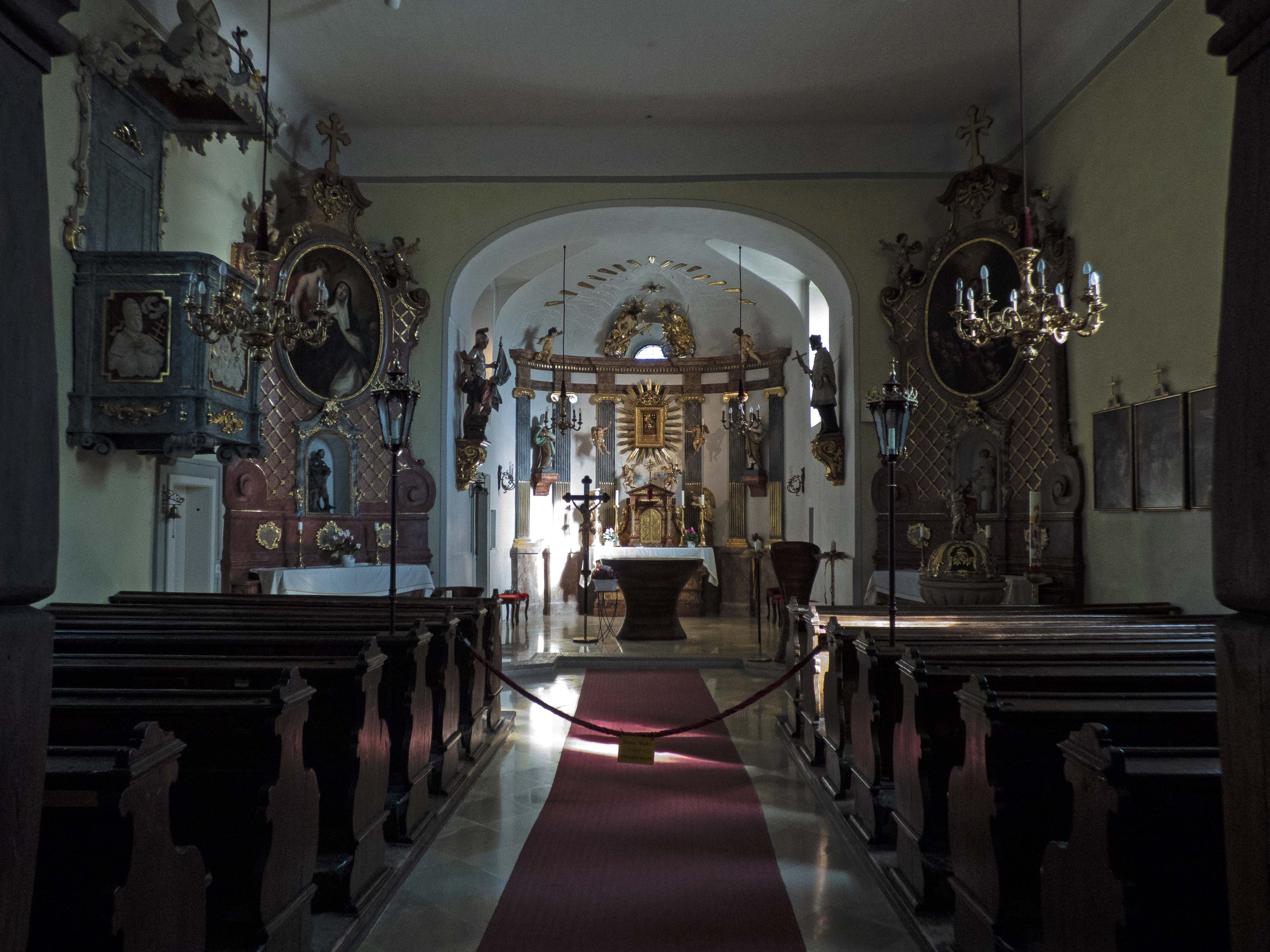
Kirche in Sulz
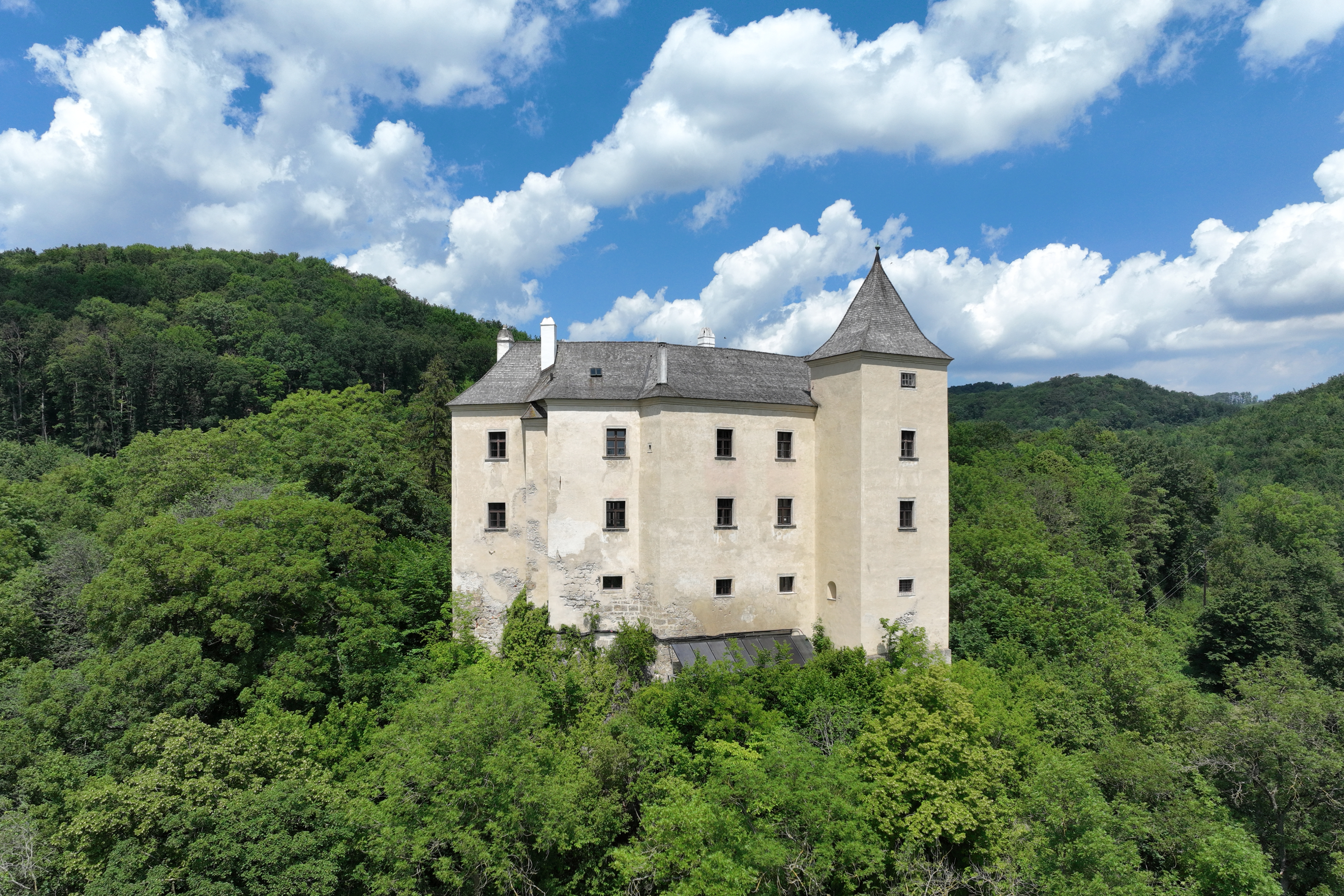
Schloss Wildegg bei Sittendorf

## Persönlichkeiten
- Franz Brand (1887–1968), Metaller, Gewerkschafter, Bürgermeister von Wr. Neustadt und Mitglied des Bundesrates